# بروسارد
بروسارد (لويزيانا) (بالإنجليزية: Broussard, Louisiana)‏ هي مدينة تقع في الولايات المتحدة في لويزيانا. يقدر عدد سكانها بـ 8,302 نسمة .

## التركيبة السكانية
حدّد مكتب تعداد الولايات المتحدة بيانات التركيبة السكانية لبروسارد في تعداد الولايات المتحدة. في ما يلي، التركيبة السكانية حسب تعدادي 2000 و2010.

### تعداد عام 2000
بلغ عدد سكان بروسارد 5,874 نسمة بحسب تعداد عام 2000، وبلغ عدد الأسر 2,197 أسرة وعدد العائلات 1,619 عائلة مقيمة في المدينة. في حين سجلت الكثافة السكانية 126.8 نسمة لكل كيلومتر مربع (328.4/ميل2). وبلغ عدد الوحدات السكنية 2,346 وحدة بمتوسط كثافة قدره 50.6 لكل كيلومتر مربع (131.1/ميل2).
وتوزع التركيب العرقي للمدينة بنسبة 81.31% من البيض و16.70% من الأمريكيين الأفارقة و0.49% من الأمريكيين الأصليين و0.37% من الأمريكيين ذوي الأصول الآسيوية و0.39% من الأعراق الأخرى و0.73% من عرقين مختلطين أو أكثر و1.48% من الهسبانيون أو اللاتينيون من أي عرق.
بلغ عدد الأسر 2,197 أسرة كانت نسبة 44.7% منها لديها أطفال تحت سن الثامنة عشر تعيش معهم، وبلغت نسبة الأزواج القاطنين مع بعضهم البعض 55% من أصل المجموع الكلي للأسر، ونسبة 14.5% من الأسر كان لديها معيلات من الإناث دون وجود شريك،  بينما كانت نسبة 4.1% من الأسر لديها معيلون من الذكور دون وجود شريكة وكانت نسبة 26.3% من غير العائلات. تألفت نسبة 21% من أصل جميع الأسر من عدة أفراد يعيشون في نفس المنزل ونسبة 5.3% كانت تتألف من شخص يعيش بمفرده يبلغ من العمر 65 عاماً أو أكثر. وبلغ متوسط حجم الأسرة المعيشية 2.67، أما متوسط حجم العائلات فبلغ 3.11.
بلغ العمر الوسطي للسكان 32.2 عاماً. وكانت نسبة 28.8% من القاطنين تحت سن الثامنة عشر، وكانت نسبة 9.3% بين الثامنة عشر والرابعة والعشرين عاماً، ونسبة 34.3% كانت واقعةً في الفئة العمرية ما بين الخامسة والعشرين والرابعة والأربعين عاماً، ونسبة 19.9% كانت ما بين الخامسة والأربعين والرابعة والستين، ونسبة 7.7% كانت ضمن فئة الخامسة والستين عاماً فما فوق. يوجد لكل 100 أنثى 94.4 ذكر، ويوجد لكل 100 أنثى في الثامنة عشر من عمرها فما فوق 91.5 ذكر.
بلغ متوسط دخل الأسرة في المدينة 36,676 دولارًا، أما متوسط دخل العائلة فبلغ 45,668 دولارًا. وكان متوسط دخل الذكور 36,368 دولارًا مقابل 21,833 دولارًا للإناث. وسجل دخل الفرد الخاص بالمدينة 18,441 دولارًا. وكانت نسبة 9.5% من العائلات ونسبة 12.4% من السكان تحت خط الفقر، وكان من هؤلاء نسبة 16.2% تحت سن الثامنة عشر ونسبة 10.1% في الخامسة والستين من العمر وما فوق.

### تعداد عام 2010
بلغ عدد سكان بروسارد 8,197 نسمة بحسب تعداد عام 2010، وبلغ عدد الأسر 3,153 أسرة وعدد العائلات 2,211 عائلة مقيمة في المدينة. في حين سجلت الكثافة السكانية 176.9 نسمة لكل كيلومتر مربع (458.2/ميل2). وبلغ عدد الوحدات السكنية 3,351 وحدة بمتوسط كثافة قدره 72.3 لكل كيلومتر مربع (187.3/ميل2).
وتوزع التركيب العرقي للمدينة بنسبة 79.98% من البيض و15.86% من الأمريكيين الأفارقة و0.29% من الأمريكيين الأصليين و1.28% من الأمريكيين ذوي الأصول الآسيوية و0.07% من سكان جزر المحيط الهادئ و1.11% من الأعراق الأخرى و1.40% من عرقين مختلطين أو أكثر و2.70% من الهسبانيون أو اللاتينيون من أي عرق.
بلغ عدد الأسر 3,153 أسرة كانت نسبة 38.9% منها لديها أطفال تحت سن الثامنة عشر تعيش معهم، وبلغت نسبة الأزواج القاطنين مع بعضهم البعض 52.4% من أصل المجموع الكلي للأسر، ونسبة 12.7% من الأسر كان لديها معيلات من الإناث دون وجود شريك،  بينما كانت نسبة 5% من الأسر لديها معيلون من الذكور دون وجود شريكة وكانت نسبة 29.9% من غير العائلات. تألفت نسبة 23.6% من أصل جميع الأسر من عدة أفراد يعيشون في نفس المنزل ونسبة 6.8% كانت تتألف من شخص يعيش بمفرده يبلغ من العمر 65 عاماً أو أكثر. وبلغ متوسط حجم الأسرة المعيشية 2.55، أما متوسط حجم العائلات فبلغ 3.02.
بلغ العمر الوسطي للسكان 34.1 عاماً. وكانت نسبة 26.1% من القاطنين تحت سن الثامنة عشر، وكانت نسبة 7.6% بين الثامنة عشر والرابعة والعشرين عاماً، ونسبة 32.9% كانت واقعةً في الفئة العمرية ما بين الخامسة والعشرين والرابعة والأربعين عاماً، ونسبة 24.2% كانت ما بين الخامسة والأربعين والرابعة والستين، ونسبة 9.2% كانت ضمن فئة الخامسة والستين عاماً فما فوق. وتوزع التركيب الجنسي للسكان بنسبة 48.8% ذكور و51.2% إناث.